# Линейный ускоритель
Линейный ускоритель — ускоритель заряженных частиц, в котором, в отличие от циклических ускорителей, частицы проходят ускоряющую структуру однократно.

## Типы линейных ускорителей
По принципу работы линейные ускорители могут быть прямого действия, индукционные или резонансные.
В ускорителе прямого действия пучок ускоряется высоким напряжением, которое может быть постоянным, или импульсным. Полученная энергия ограничивается электрическими пробоями при очень высоких напряжениях.
В индукционном ускорителе пучок ускоряется вихревым электрическим полем, которое создаётся изменением магнитного поля в катушках, охватывающих траекторию пучка.
Чаще всего под линейным ускорителем подразумевается резонансный линейный ускоритель (линак, англ. LINear ACcelerator). В нём пучок ускоряется, проходя ускоряющую структуру (СВЧ-резонатор) с высокочастотным электрическим полем. Основные принципы резонансного ускорителя впервые сформулировал в 1924 году Густав Изинг. Затем был предложен американским физиком Лео Силардом, а запатентован Рольфом Видероэ в 1928 году. Линейный ускоритель позволяет создавать ионизирующее излучение (рентгеновское и/или электронное) с энергией порядка 20 МэВ.

## Применение
Линейные ускорители позволяют достичь больших скоростей лёгких заряженных частиц (преимущественно электронов). Используется в промышленности для изготовления различных изотопов химических элементов и для стерилизации медицинского оборудования. Линейный ускоритель также является составной частью (т. н. инжектором) ускорительной системы коллайдеров, ускоряющей протоны на начальном этапе.
В медицине линейные ускорители широко используются как основной элемент (источник рентгеновского и/или электронного излучения) аппаратов для радиотерапии и радиохирургии.
Инженеры ЦЕРНа в 2015 году представили миниатюрный линейный ускоритель длиной 2 метра, пригодный для применения в медицинской визуализации и рентгенографии.